# Rogging
Rogging ist ein Gemeindeteil der Gemeinde Pfakofen im Landkreis Regensburg (Oberpfalz, Bayern).

## Lage und Erreichbarkeit
Das Kirchdorf Rogging liegt etwa einen Kilometer südwestlich von Pfakofen und ist über die Staatsstraße 2146 (Rogginger Straße) mit diesem verbunden. Südlich des Ortes fließt die Große Laber.

## Geschichte
In einer auf den 18. August 831 datierten Schenkungsurkunde bestätigt der König Ludwig der Deutsche dem Abtbischof Balturich die Schenkung von Hruchinga (Rogging) und Folinchova (Pfellkofen) an den Hofkaplan und Diakon Erchanfried. Damit sind die beiden Orte die ältesten bekannten in der Gemeinde.
Gegen Ende des Dreißigjährigen Krieges wurde Rogging in den Jahren 1646/47 von schwedischen Militäreinheiten als Winterquartier genutzt.
1818 entstand mit dem Zweiten Gemeindeedikt im Königreich Bayern die politische Gemeinde Rogging.
1836 wurde bei Grabungen auf einem römischen Gutshof bei Rogging die bis heute (1979) schönste bronzene Merkurstatuette aus ganz Raetien aufgefunden.
Im Zuge der Gebietsreform in Bayern kam Rogging am 1. Januar 1978 zu Pfakofen.

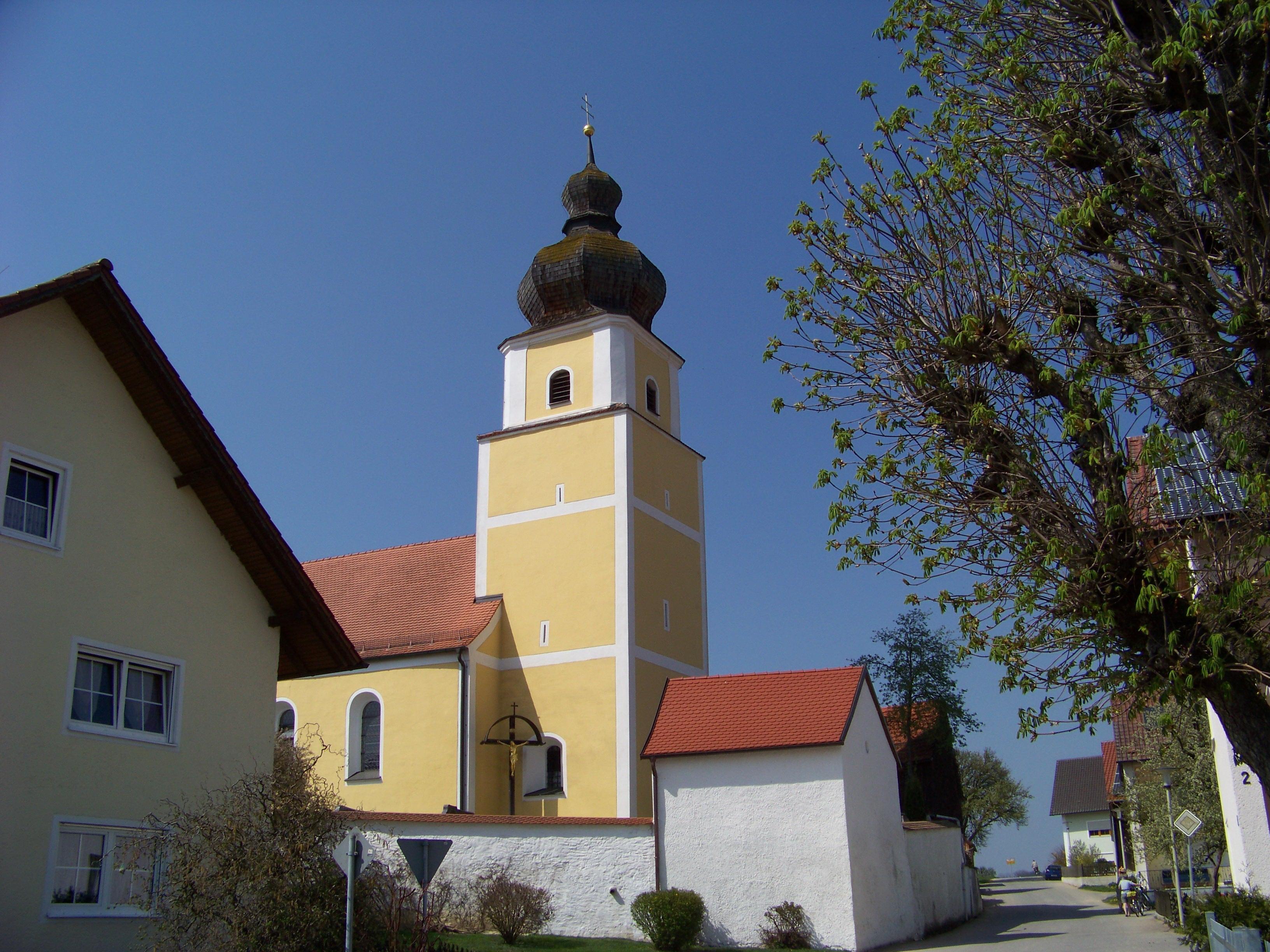
Kirche St. Johannes Rogging